# Bodawpaya

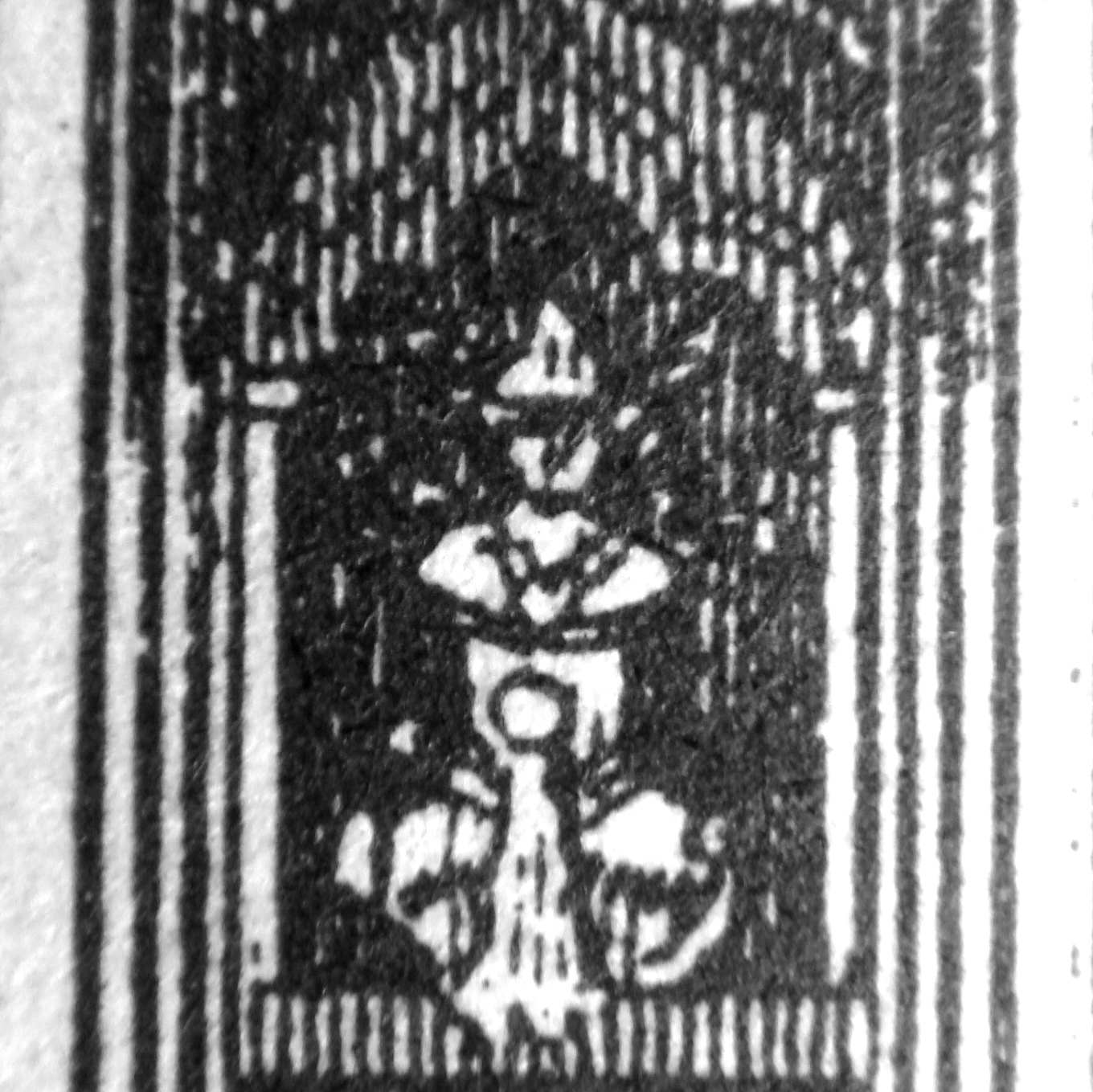
König Bodawpaya (1795)

Bodawpaya (Birmanisch: ဘိုးတော်ဘုရား, geboren als Maung Shwe Waing, auch Badonsachen, später Badon Min genannt; * 11. März 1745 in Ava, dem heutigen Inwa; † 5. Juni 1819) war der sechste König der Konbaung-Dynastie in Birma.

## Leben
Bodawpaya war der vierte Sohn des Begründers der Konbaung-Dynastie, Alaungpaya (reg. 1752 bis 1760). Nachdem sein Neffe Phaungkaza Maung Maung sich Anfang 1782 unrechtmäßigerweise zum König erklärte, ließ er ihn ersäufen, und setzte sich selbst auf den Thron von Birma. Sein Thronname lautete Hsinbyumyashin (Herr der weißen Elefanten); er blieb der Nachwelt jedoch als Bodawpaya in Erinnerung. Nach den blutigen Intrigen um die Thronfolge empfand er den Palast als mit Blut besudelt und daher entheiligt. Außerdem fürchtete er wegen Racheplänen des entmachteten Familienzweiges stets um sein Leben. Deshalb verlegte er die Hauptstadt vom gut ausgebauten Ava in das sumpfige Amarapura. Die Bevölkerung zwang er, ebenfalls umzusiedeln, die alte Hauptstadt wurde zerstört.
Bodawpaya hatte 62 Söhne und 58 Töchter mit mehr als 200 Gemahlinnen. Er ignorierte das Vermächtnis seines Vaters, dass dessen Söhne (also Bodawpaya und seine Brüder) nacheinander König sein sollten und ernannte stattdessen seinen ältesten Sohn, den späteren König Bagyidaw, zum Thronerben. Seine jüngeren Brüder, die gegen ihren Ausschluss von der Thronfolge protestierten, ließ er hinrichten.

## Militärische Konflikte

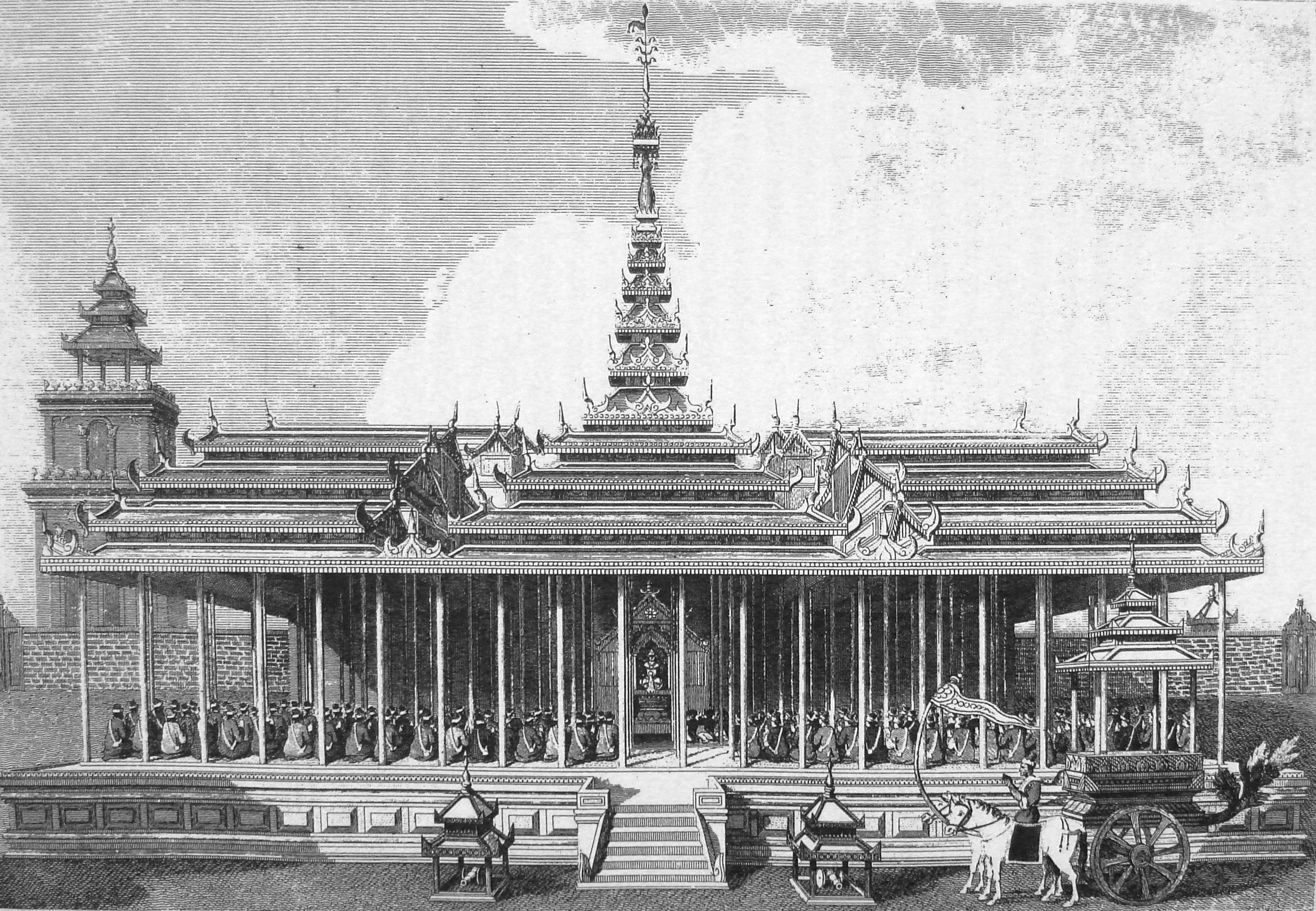
Abbildung des Palasts von Amarapura in An account of an embassy to the kingdom of Ava von Michael Symes (1795)

1784 ließ Bodawpaya die birmanische Armee unter seinem Sohn Thado Minsaw in  Arakan einmarschieren. Ende 1784 wurde Mrauk U, die Hauptstadt von Arakan, genommen. Mehrere Buddha-Statuen, darunter das Mahamuni-Bildnis, wurden nach Birma zurückgeschafft und könne noch heute in Mandalay besichtigt werden. 1794 revoltierte Arakan, nunmehr an der Grenze von Britisch-Indien gelegen. Die Briten versuchten, Informationen einzuholen und der damalige britische Generalgouverneur in Indien, Sir John Shore, entsandte 1795 eine Mission nach Birma, das seinerzeit als Königreich Ava bekannt war.
Die Birmanen hatten lange Zeit gegen die Siamesen von Ayutthaya erfolgreich gekämpft, doch waren diese nach der verheerenden Niederlage 1767 mit ihrem neuen König Taksin (reg. 1768 bis 1782) und dessen Nachfolger Rama I. (reg. 1782 bis 1809) aufgrund verbesserter Verwaltungsstrukturen gut gerüstet gegen weitere Angriffe. 1785 sandte Bodawpaya seine Truppen nach Bangkok, ohne Erfolg. 1791 war Bodawpaya erfolgreicher, als der Gouverneur von Tavoy mit Hilfe der Siamesen  revoltierte und der birmanische König eine Strafaktion über die See ausführen ließ, der sich die Siamesen in einem 1793 abgeschlossenen Vertrag zur Übergabe der Tenasserim-Halbinsel an Birma beugten. Er wandte sich im Jahr 1808 noch einmal gegen Siam, aber auch dieser Feldzug blieb erfolglos.

## Kultur und Religion
1790 ordnete Bodawpaya die Errichtung der größten Stupa der Welt an, die Mingun-Pagode, die das bislang größte buddhistische Sakralgebäude, den Phra Pathom Chedi in Thailand, noch deutlich überragen sollte. Diese sollte von Sklaven und Gefangenen errichtet werden. Die Arbeiten wurden jedoch nie fertiggestellt und nach Bodawpayas Tod 1819 abgebrochen. Die für die Pagode bestimmte Mingun-Glocke ist heute noch die größte intakte Glocke der Welt.
Als sich Bodawpaya zum kommenden Maitreya erklärte, wurde er von der buddhistischen Glaubensgemeinschaft, der Sangha, zurückgewiesen. Dennoch war Bodawpaya erfolgreich bei der Etablierung des buddhistischen Glaubens in Birma. Die Thudhamma-Sekte wurde als eine Art Ordnungsmacht unter den Buddhisten etabliert, der sich alle Gläubigen zu fügen hatten. Mönche, die sich nicht an die Ordensregeln hielten, ließ Bodawpaya maßregeln.